# Brussels Philharmonic Orchestra
Het Brussels Philharmonic Orchestra (BPO) is een Belgisch symfonieorkest, opgericht in 2002, met als standplaats Brussel. De oprichters waren Antonio Vilardi, artistiek leider van het Théâtre Saint-Michel), met Clare Roberts en Roger Bausier, directeur en docent aan het Koninklijk Conservatorium in Brussel.
Het Brussels Philharmonic Orchestra is niet te verwarren met het Brussels Philharmonic dat sinds 2008 deze naam draagt. Dit vroegere Vlaams Radio Orkest is een professioneel symfonieorkest, opgericht in 1935.

## Repertoire
Het orkest heeft als doel om jonge musici komend van diverse conservatoria de kans te geven om deel uit te maken van een groot ensemble, door hen te helpen bij het ontwikkelen van hun vaardigheden en het zich voorbereiden op hun professionele leven. Het orkest nodigt vaak jonge of meer gevestigde solisten uit, naast gastdirigenten. Het BPO organiseert 3 concerten per seizoen, die gehouden worden in het Koninklijk Conservatorium van Brussel, na 10 jaar in het Théâtre Saint-Michel in Etterbeek. Het orkest speelt ook regelmatig in andere concertzalen in Brussel, zoals BOZAR, het Flageygebouw en Wolubilis. Daarnaast concerteert het orkest in steden als Beringen, Brugge, Kortrijk, Koksijde, Hasselt, Namen, Oostende, Doornik, Lille en Parijs.
De concertprogramma's bestaan voornamelijk uit klassieke muziek. Sinds de oprichting heeft het BPO stukken gespeeld van het internationale klassieke en moderne repertoire. Er wordt vaak muziek gespeeld van Belgische componisten, zoals Dirk Brossé, François Glorieux, Jacques Leduc, Frederik Van Rossum, Didier Van Damme, Jan Van der Roost, Frédéric Devreese, Robert Janssens, Max Vandermaesbrugge, August De Boeck en Marcel Poot.

## Musici

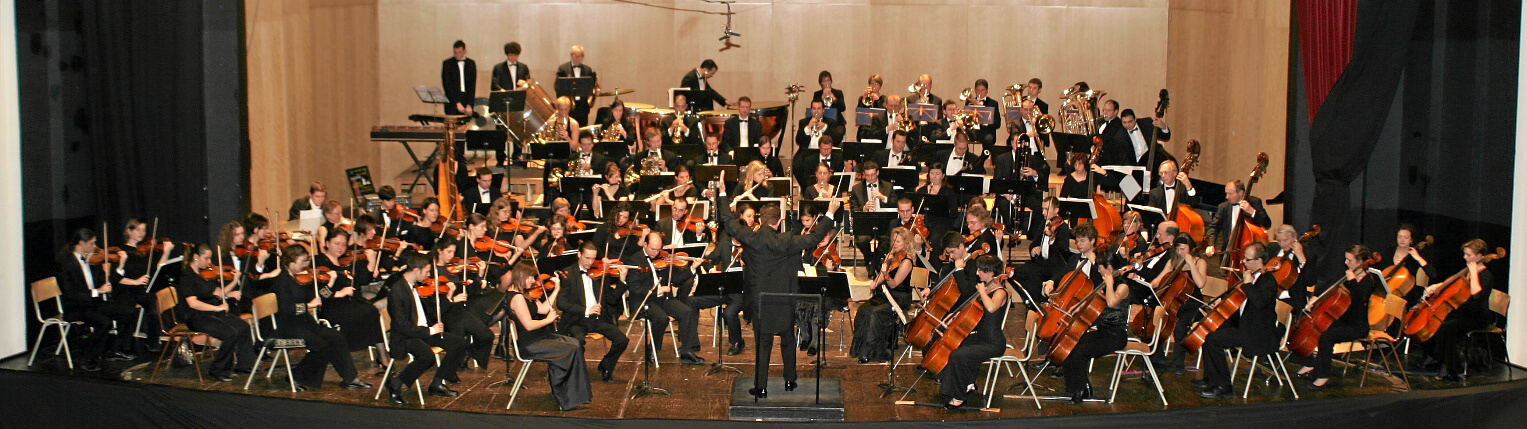
Het orkest in het Théâtre Saint Michel

Het orkest bestaat uit ongeveer 120 musici, waarvan er 70 tot 80 deelnemen aan concerten, afhankelijk van het programma. Het orkest heeft een internationaal karakter, met musici uit 24 verschillende landen en 4 continenten. Er zijn wekelijkse repetities van september tot april.